# Spoorlijn Le Dorat - Magnac-Laval
De spoorlijn Le Dorat - Magnac-Laval was een Franse spoorlijn van Le Dorat naar Magnac-Laval. De lijn was 7,5 km lang en heeft als lijnnummer 605 000.

## Geschiedenis
De lijn werd geopend door de Compagnie du chemin de fer de Paris à Orléans op 1 juli 1908. 
Het personenvervoer werd opgeheven op 2 oktober 1932. Goederenvervoer was er nog tot 25 september 1988, daarna is de lijn opgebroken.

## Aansluitingen
In de volgende plaats was er een aansluiting op de volgende spoorlijnen:
Le Dorat
RFN 604 000, spoorlijn tussen Mignaloux-Nouaillé en Bersac
RFN 606 000, spoorlijn tussen Le Dorat en Limoges-Bénédictins

## Galerij

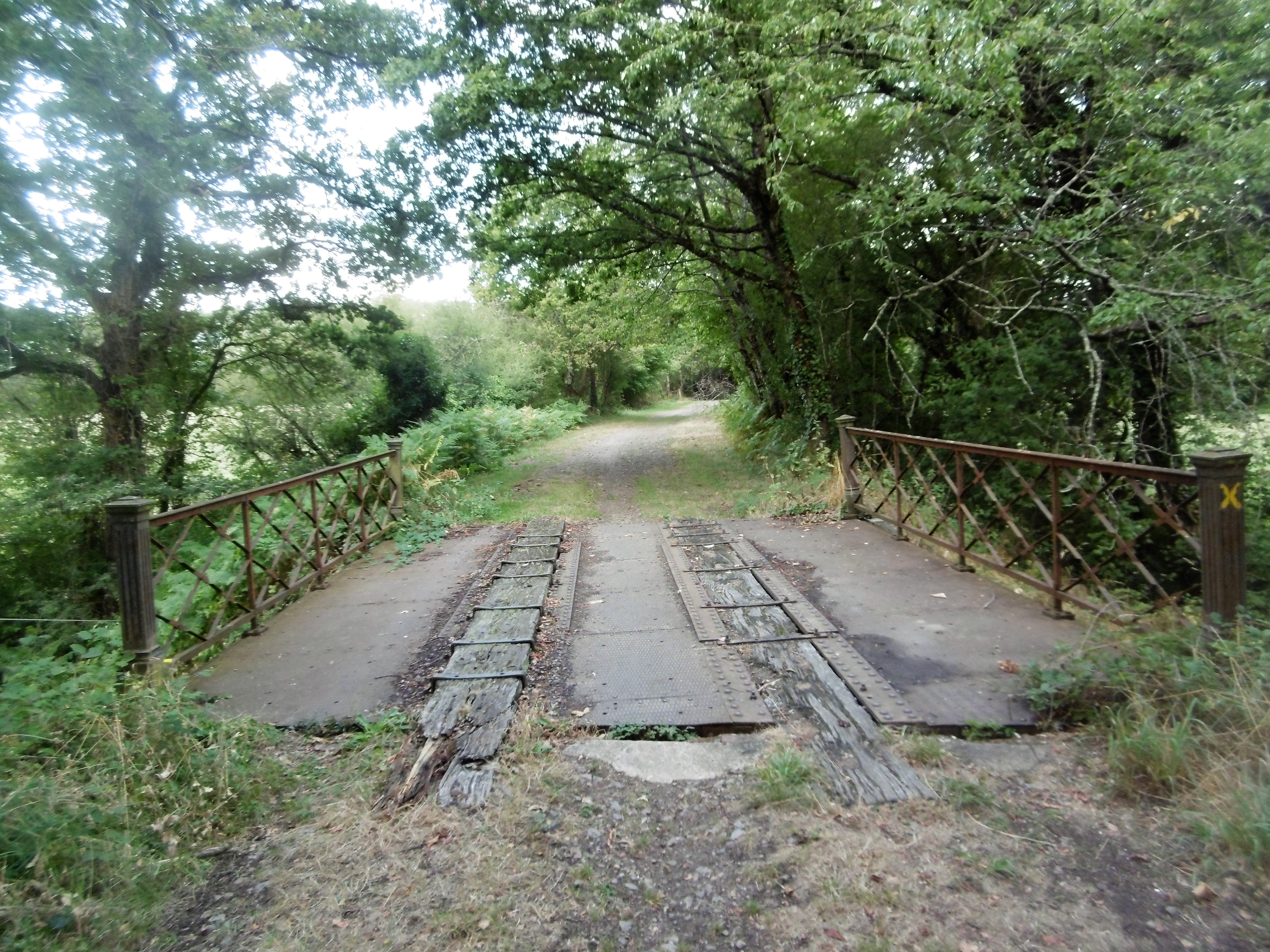
Voormalige spoorbrug nabij Magnac-Laval.
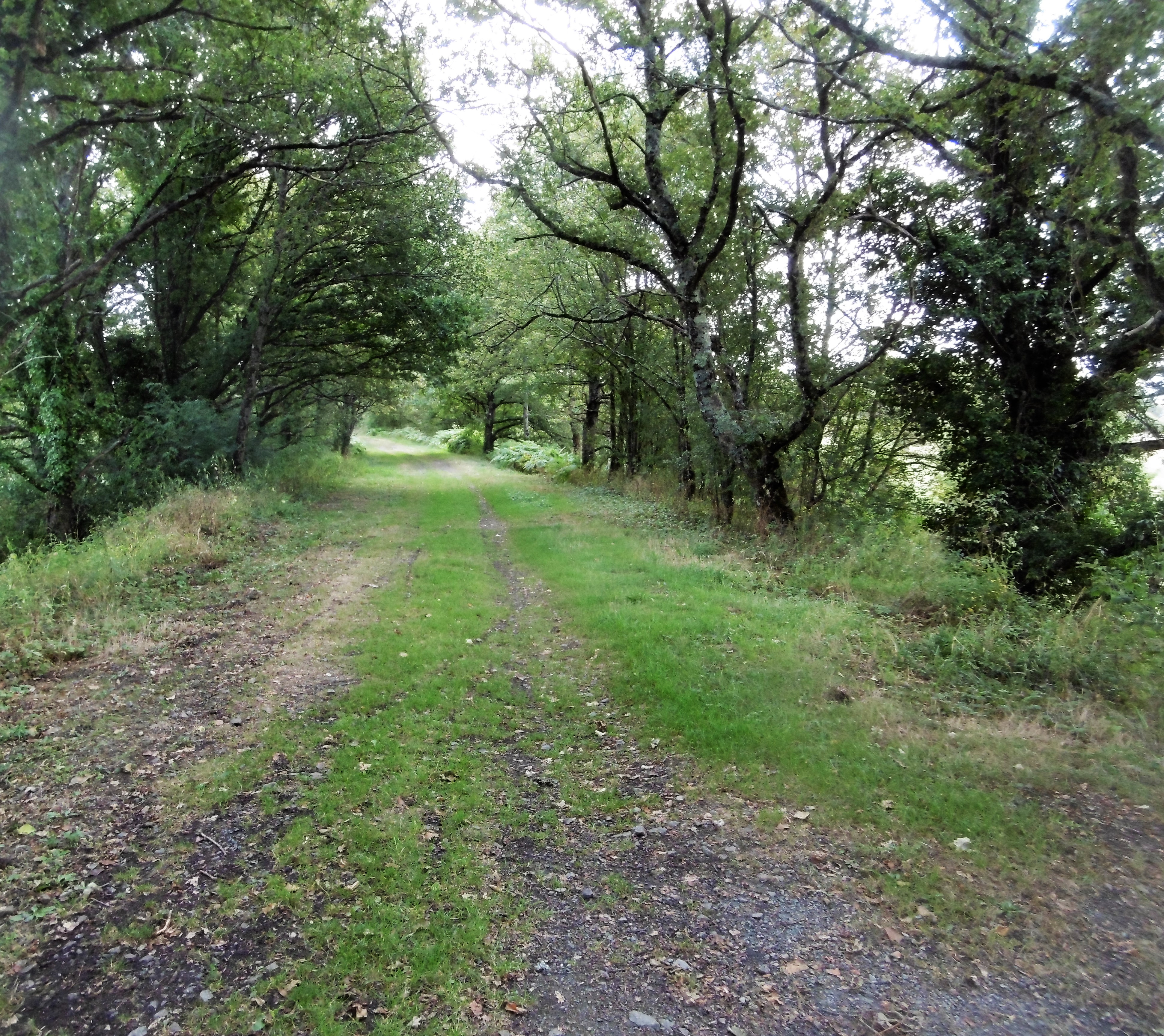
Spoorbedding nabij Le Dorat.